# Фесенджан

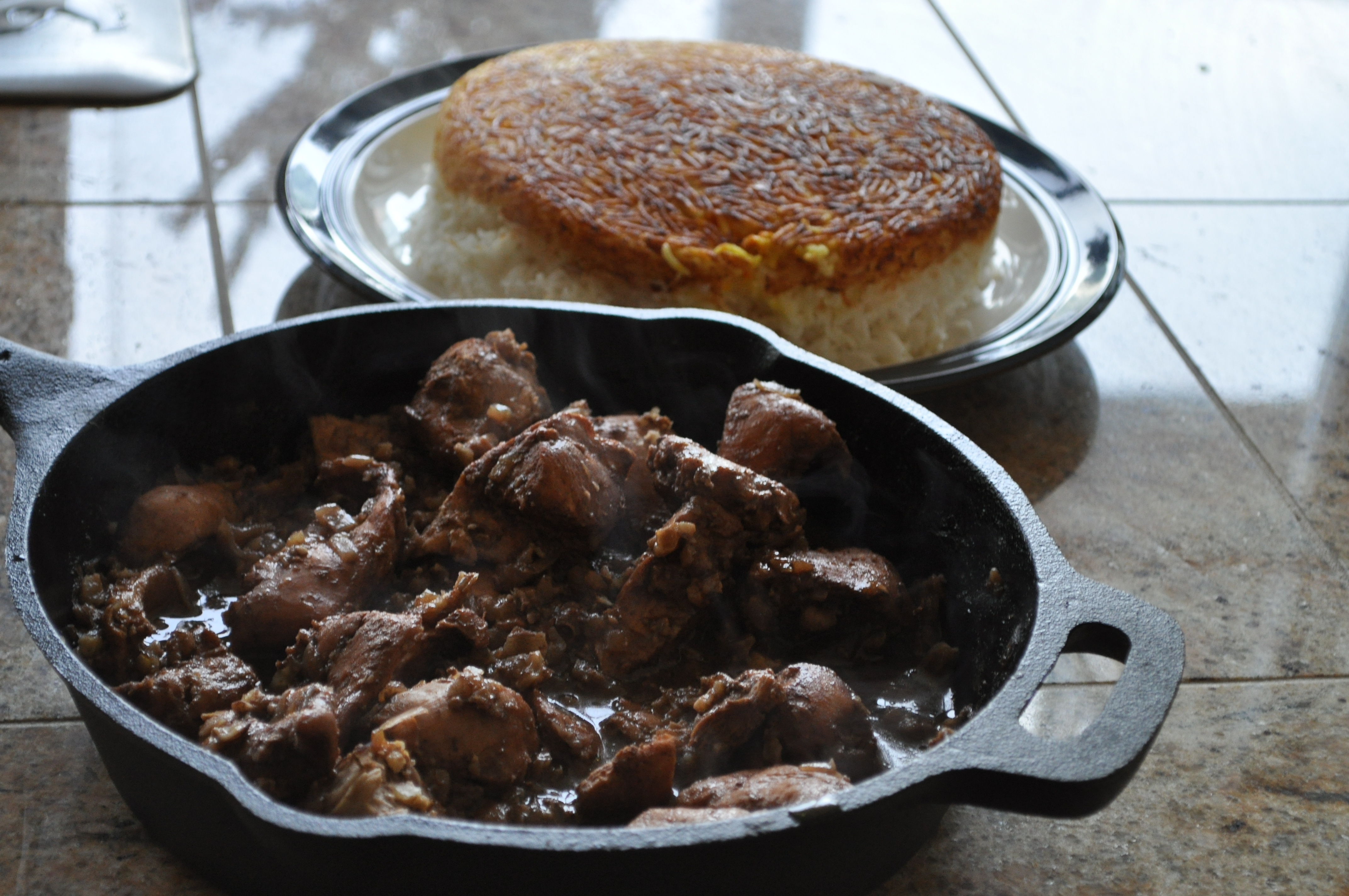
Чаша с курицей «Фесенджан» с персидским рисом

Фесенджа́н (перс. ‎فسنجان) — блюдо иранской кухни, представляет собой мясные шарики в густом орехово-гранатном соусе. Чаще всего делаются из мяса птицы (утки или курицы), но нередко из баранины, говядины или рыбы. Как правило, подаётся с отварным рисом или пловом.
Блюдо подаётся на праздник самой длинной ночи в году — Ялда. Известно в Азербайджане.